# (73779) 1994 RM2
(73779) 1994 RM2 – planetoida z pasa głównego asteroid okrążająca Słońce w ciągu 4,03 lat w średniej odległości 2,53 j.a. Odkryta 2 września 1994 roku.